# Mazán (Maynas)
Mazán es una localidad peruana, capital de distrito de Mazán, provincia de Maynas, al noroeste del departamento de Loreto.

## Descripción
Mazán se encuentra a orillas del río Napo, esta conectado a Indiana por una trocha carrozable, además de existir el puesto Varadero a orillas del río Amazonas, que sirve para conectar las cuencas de ambos cuerpos de agua.
La Ruta nacional PE-5N I conectará Mazán vía terrestre con Iquitos al sur y con San Antonio de El Estrecho al norte.